# 臺北州

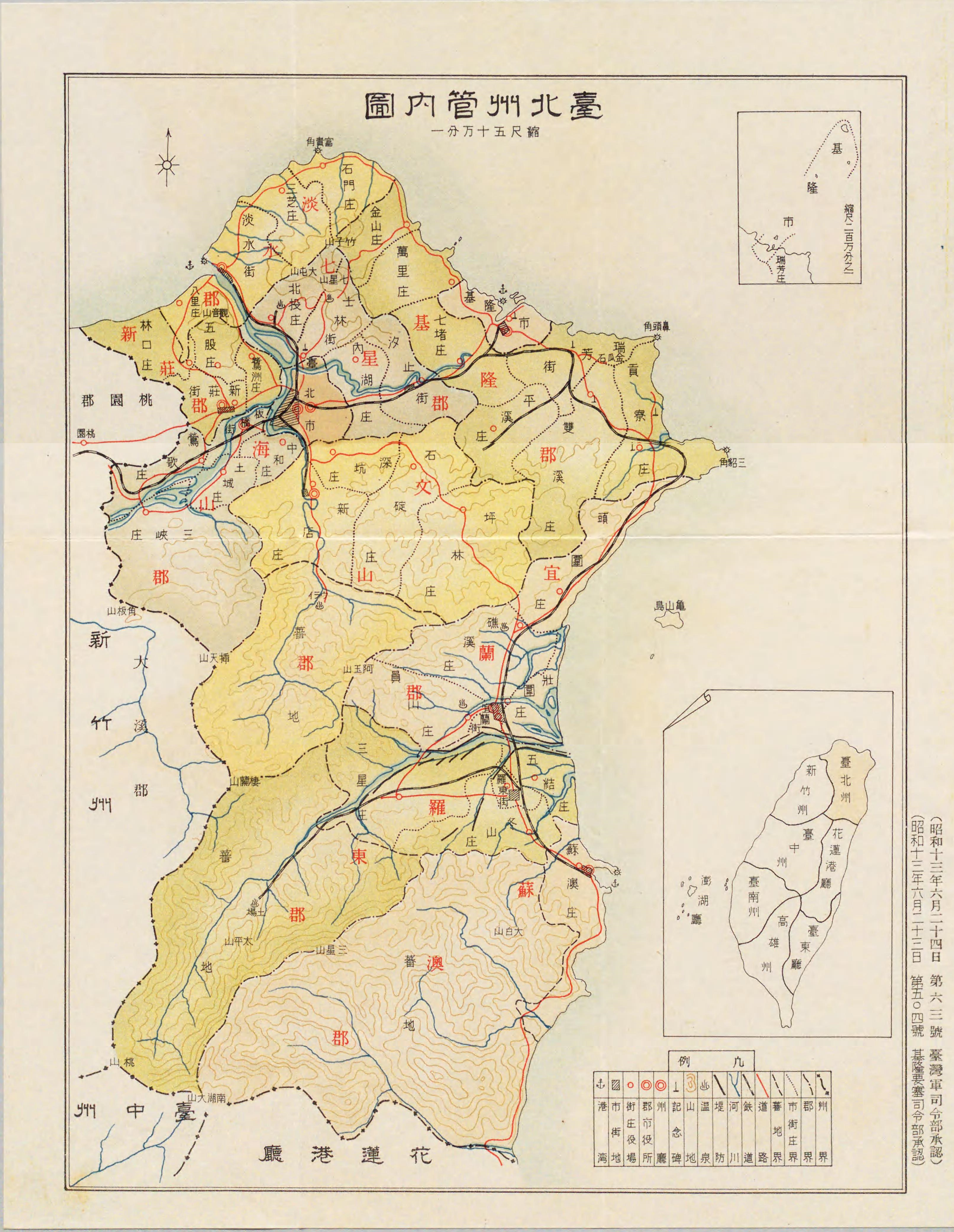
1938年臺北州轄區圖

臺北州（日语：〔〕／ Taihoku shū）是台灣日治時期設置的行政區劃之一，由原臺北廳合併宜蘭廳及桃園廳的三角湧支廳而成。其下管轄三市九郡，州治設於臺北市，轄域包括今臺北市、新北市、基隆市及宜蘭縣。

## 行政區划
| 臺北州行政區劃（1920～1945年）                                                                                 |
| 淡水郡 新莊郡 海山郡 a 七星郡 基 隆 郡 b 文 山 郡 羅 東 郡 蘇 澳 郡 宜蘭郡 c - a：臺北市、b：基隆市、c：宜蘭市 |

### 市、郡
臺北州於昭和20年（1945年）日本戰敗時管轄三市、九郡。
| 編號 | 名稱   | 假名（歷史假名遣） | 轄屬區域    | 治所   | 備註                                                                       |
| ---- | ------ | ------------------ | ----------- | ------ | -------------------------------------------------------------------------- |
| 1    | 臺北市 | たいほくし         | 64町19大字  | 樺山町 | 今臺北市大安、大同、萬華、中山、中正、松山、信義                           |
| 2    | 基隆市 | きいるんし         | 28町11大字  | 日新町 | 1924年由基隆街升格。今基隆市安樂一部分、仁愛、信義、中山、中正。           |
| 3    | 宜蘭市 | ぎらんし           | 7町區11大字 | 錦町   | 1940年由宜蘭街升格。今宜蘭縣宜蘭市                                         |
| 4    | 七星郡 | しちせいぐん       | 3街1        | 臺北市 | 今臺北市北投、士林、內湖、南港及新北市汐止                                 |
| 5    | 新莊郡 | しんしやうぐん     | 1街3        | 新莊街 | 今新北市三重、蘆洲、新莊、泰山、五股、林口                                 |
| 6    | 海山郡 | かいざんぐん       | 3街2        | 板橋街 | 今新北市板橋、土城、樹林、三峽、鶯歌、中和、永和                           |
| 7    | 文山郡 | ぶんざんぐん       | 1街31蕃地   | 新店街 | 今臺北市文山、新北市新店、深坑、石碇、坪林、烏來                           |
| 8    | 淡水郡 | たんすいぐん       | 1街3        | 淡水街 | 今新北市八里、淡水、三芝、石門                                             |
| 9    | 基隆郡 | きいるんぐん       | 1街6        | 基隆市 | 今基隆市七堵、暖暖、安樂部分地區及新北市瑞芳、萬里、金山、貢寮、雙溪、平溪 |
| 10   | 宜蘭郡 | ぎらんぐん         | 4           | 宜蘭市 | 今宜蘭縣頭城、礁溪、壯圍、員山                                             |
| 11   | 羅東郡 | らとうぐん         | 1街31蕃地   | 羅東街 | 今宜蘭縣羅東、五結、三星、冬山、大同                                       |
| 12   | 蘇澳郡 | すあうぐん         | 1街1蕃地    | 蘇澳街 | 今宜蘭縣蘇澳、南澳                                                         |

### 街、
| 郡       | 名稱   | 備註                                                                     |
| -------- | ------ | ------------------------------------------------------------------------ |
| 七 星 郡 | 汐止街 | 今新北市汐止區                                                           |
| 七 星 郡 | 士林街 | 今臺北市士林區                                                           |
| 七 星 郡 | 北投街 | 今臺北市北投區                                                           |
| 七 星 郡 | 內湖   | 今臺北市內湖區、南港區                                                   |
| 七 星 郡 | 松山   | 1938年廢庄，併入臺北市；今臺北市松山區、信義區、中山區下塔悠、松山區舊里族 |
| 七 星 郡 | 平溪   | 1932年由此劃入基隆郡                                                     |
| 新 莊 郡 | 新莊街 | 今新北市新莊區、泰山區                                                   |
| 新 莊 郡 | 鷺洲   | 今新北市蘆洲區、三重區                                                   |
| 新 莊 郡 | 五股   | 今新北市五股區                                                           |
| 新 莊 郡 | 林口   | 今新北市林口區                                                           |
| 海 山 郡 | 板橋街 | 今新北市板橋區                                                           |
| 海 山 郡 | 鶯歌街 | 今新北市樹林區、鶯歌區                                                   |
| 海 山 郡 | 三峽街 | 今新北市三峽區                                                           |
| 海 山 郡 | 中和   | 今新北市中和區、永和區                                                   |
| 海 山 郡 | 土城   | 今新北市土城區                                                           |
| 海 山 郡 | 蕃地   | 1932年廢止，併入三峽庄；今新北市三峽區東南半部                             |
| 文 山 郡 | 新店街 | 今新北市新店區                                                           |
| 文 山 郡 | 深坑   | 今新北市深坑區、臺北市文山區                                             |
| 文 山 郡 | 石碇   | 今新北市石碇區                                                           |
| 文 山 郡 | 坪林   | 今新北市坪林區                                                           |
| 文 山 郡 | 蕃地   | 今新北市烏來區                                                           |
| 淡 水 郡 | 淡水街 | 今新北市淡水區                                                           |
| 淡 水 郡 | 八里   | 今新北市八里區                                                           |
| 淡 水 郡 | 三芝   | 今新北市三芝區                                                           |
| 淡 水 郡 | 石門   | 今新北市石門區                                                           |
| 基 隆 郡 | 瑞芳街 | 今新北市瑞芳區                                                           |
| 基 隆 郡 | 萬里   | 今新北市萬里區                                                           |
| 基 隆 郡 | 金山   | 今新北市金山區                                                           |
| 基 隆 郡 | 七堵   | 今基隆市七堵區、暖暖區、安樂區一部分                                     |
| 基 隆 郡 | 貢寮   | 今新北市貢寮區                                                           |
| 基 隆 郡 | 雙溪   | 今新北市雙溪區                                                           |
| 基 隆 郡 | 平溪   | 1932年由七星郡劃入。今新北市平溪區                                       |
| 基 隆 郡 | 基隆街 | 1924年升格州轄市                                                         |
| 宜 蘭 郡 | 頭圍   | 今宜蘭縣頭城鎮                                                           |
| 宜 蘭 郡 | 礁溪   | 今宜蘭縣礁溪鄉                                                           |
| 宜 蘭 郡 | 壯圍   | 今宜蘭縣壯圍鄉                                                           |
| 宜 蘭 郡 | 員山   | 今宜蘭縣員山鄉（不含中華村）                                             |
| 宜 蘭 郡 | 宜蘭街 | 1940年升格州轄市                                                         |
| 羅 東 郡 | 羅東街 | 今宜蘭縣羅東鎮                                                           |
| 羅 東 郡 | 五結   | 今宜蘭縣五結鄉                                                           |
| 羅 東 郡 | 三星   | 今宜蘭縣三星鄉、員山鄉中華村                                             |
| 羅 東 郡 | 冬山   | 今宜蘭縣冬山鄉                                                           |
| 羅 東 郡 | 蕃地   | 今宜蘭縣大同鄉                                                           |
| 蘇 澳 郡 | 蘇澳街 | 今宜蘭縣蘇澳鎮                                                           |
| 蘇 澳 郡 | 蕃地   | 今宜蘭縣南澳鄉                                                           |

## 人口
昭和16年當時的統計
- 總人口約1,233,882人
  - 詳細包含
    - 內地人（日本人）：153,928人（佔12.4％）
    - 本島人（台灣人）：1,053,372人（佔85.3％）
    - 朝鮮人：1,051人（佔0.0％）
    - 其他：25,531人（佔0.2％）

## 行政
- 臺北州廳
- 各郡役所、街庄役場
- 基隆稅務出張所
- 宜蘭稅務出張所
- 羅東林務出張所
- 臺北州立水產試驗場：原位於淡水街，後遷至基隆市濱町
- 臺北州立農事試驗場：原位於臺北市大安十二甲75番地，後遷至鷺洲
- 臺北州立農業傳習所：位於士林街
- 臺北州立種馬育成所：位於三星
- 臺北州立種畜場：原位於臺北市大安，1942年5月1日遷至深坑庄內湖[1]
- 臺北州立役馬利用講習所：1938年3月23日成立，位於臺北市大安十二甲76番地[2]
- 臺北州公務員鍊成所：1942年9月27日成立，位於臺北市大安十二甲185番地[3]

## 醫療
- 台北帝國大學醫學部附屬病院 （今國立台灣大學醫學院附設醫院）
- 赤十字社台灣支部病院，戰後，原赤十字社台灣支部作為東南軍政長官公署台北招待所使用，1949年改為中國國民黨中央黨部之用，1994年拆除改建[4]，2006年售予張榮發基金會作為其會址與長榮海事博物館[5]；原台灣支部病院（位於西寧北路）改為省立台北醫院，1967年醫護人員調入省立婦幼醫院（今衛生福利部台北醫院），1968年省立台北醫院建築交台北市政府設立台北市立中興醫院（今台北市立聯合醫院中興院區），省立台北醫院遷至新莊[6][7]）
- 台灣總督府專賣局共濟組合病院（戰後改為省立台北醫院城南分院，1967年醫護人員調入省立彰化醫院，今衛生福利部彰化醫院，醫院建築交台北市政府設立台北市立和平醫院，和平醫院遷走後再設立台北市立婦幼醫院（今台北市立聯合醫院婦幼院區））
- 台灣總督府鐵道局台北鐵道病院 （今衛生福利部臺北醫院）
- 台灣總督府宜蘭病院 （今國立陽明大學附設醫院）
- 台灣總督府基隆病院 （今衛生福利部基隆醫院）

## 法院（裁判所）

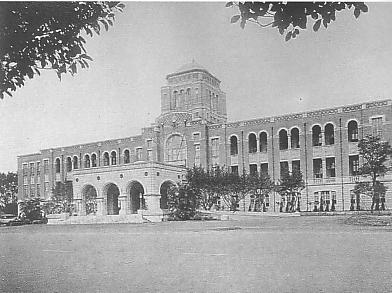
台灣總督府高等法院，現由司法院使用

昭和20年（1945年）當時設有：
- 高等法院上告部
- 高等法院覆審部
- 台北地方法院
- 台北地方法院宜蘭支部

## 刑務所
昭和7年（1932年）當時設有：
- 台北刑務所
- 台北刑務所宜蘭刑務支所

## 日本軍駐屯地
昭和11年（1936年）的編制（和平時期）
- 台灣軍司令部（台北市）
- 台灣守備隊司令部（台北市）
- 台灣步兵第1連隊（台北市）
  - 本隊
- 台灣憲兵隊本部（台北市）
  - 台北分隊
- 台灣山砲連隊（台北市）
- 基隆要塞司令部（基隆市）
- 基隆重砲兵連隊（基隆市）

## 警察

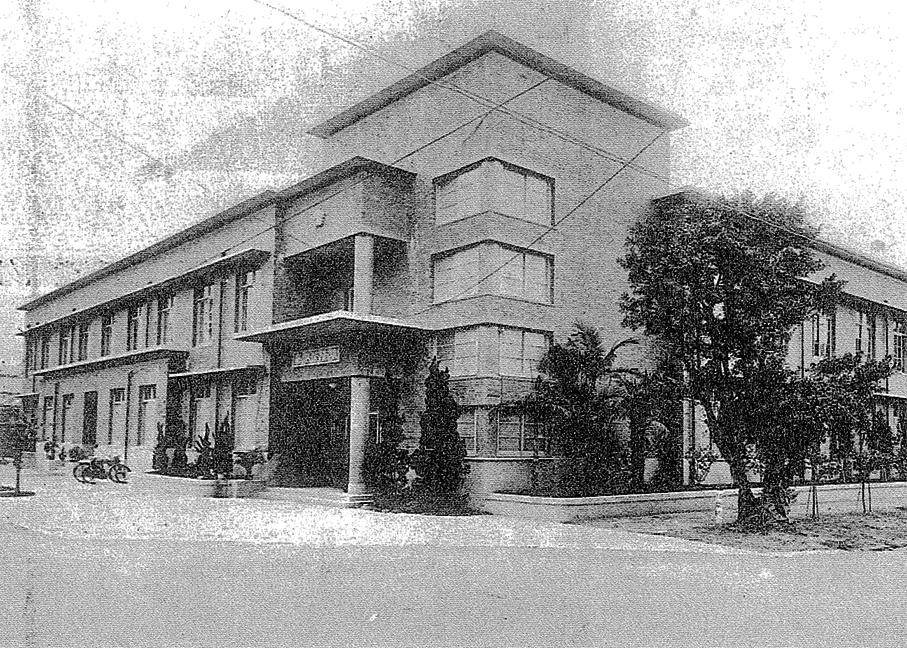
基隆警察署

昭和20年（1945年）當時設有：
- 台北州警務部
  - 台北南警察署（今台北市政府警察局所在處）
    - 萬華分署

  - 台北北警察署（今台北市政府警察局大同分局）
  - 基隆警察署基隆警察署
  - 基隆水上警察署（今內政部警政署基隆港務警察局 （页面存档备份，存于））
  - 宜蘭警察署
  - 七星郡警察課
    - 汐止分室
    - 士林分室

  - 淡水郡警察課
  - 基隆郡警察課
    - 瑞芳分室
    - 金山分室
    - 雙溪分室

  - 文山郡警察課
    - 深坑分室
    - 坪林分室

  - 海山郡警察課
    - 三峽分室

  - 新莊郡警察課
  - 宜蘭郡警察課
    - 頭圍分室

  - 羅東郡警察課
    - 三星分室

  - 蘇澳郡警察課
    - 南澳分室

## 高等教育
- 台北帝國大學 （今國立台灣大學）

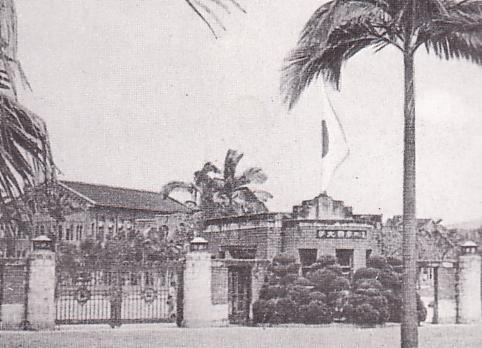
台北帝國大學

- 台北經濟專門學校 （原台北高等商業學校位於幸町，今 國立台灣大學管理學院，1987年遷至國立台灣大學校總區，舊址暫由國立台灣大學社會科學院使用，2014年社會科學院完全遷出後，預定轉交進修推廣部使用）
- 台北高等學校 （校址在今國立台灣師範大學和平校區）
- 台北醫學專門學校→台北帝國大學附屬醫學專門部
- 台北高等農林學校→台北帝國大學附屬農林專門部→台中高等農林學校 （今國立中興大學）
- 台北第一師範學校→台北師範學校 （今台北市立大學）
- 台北第二師範學校→台北師範學校 （今國立台北教育大學）

## 中等教育
- 台北州立台北第一中學校（戰後台籍學生在原校址就學，今台北市立建國高級中學，日籍學生併入仁愛中學，仁愛中學後併入和平中學）位於台北市
- 台北州立台北第二中學校（戰後台籍學生在原校址就學，今台北市立成功高級中學，日籍學生併入和平中學）位於台北市
- 台北州立台北第三中學校（戰後台籍學生轉入建国中学就學，日籍學生在原校址就學，稱為和平中學，和平中學結束後台灣省立師範學院設附屬中學，今國立台灣師範大學附屬高級中學）位於台北市
- 台北州立台北第四中學校(借用台北第一中學校宿舍上課，原預定遷入現和平高中之校址，戰後未遷，學生轉入建國中學就學）位於台北市
- 台北州立基隆中學校（今國立基隆高級中學）位於七星
- 台北州立宜蘭中學校（今國立宜蘭高級中學）位於宜蘭市
- 台北州立台北第一高等女學校（今台北市立第一女子高級中學）位於台北市
- 台北州立台北第二高等女學校（戰後與剩餘的州立台北第一高女、第四高女學生合併成台灣省立台北第一女子中學。舊址現為立法院院區）位於台北市
- 台北州立台北第三高等女學校（今台北市立中山女子高級中學）位於台北市
- 台北州立台北第四高等女學校（戰後與剩餘的州立台北第一高女、第二高女學生合併成台灣省立台北第一女子中學。舊址為今國立台北護理健康大學城區部）位於台北市
- 台北州立基隆高等女學校（今國立基隆女子高級中學）位於基隆市
- 台北州立宜蘭高等女學校（今國立蘭陽女子高級中學）位於宜蘭市
- 台北州立台北工業學校（今國立台北科技大學）位於台北市
- 台北州立台北商業學校（今國立台北商業大學）位於台北市
- 台北州立基隆水產學校（今國立基隆高級海事職業学校）位於基隆市
- 台北州立宜蘭農林學校（今國立宜蘭大學）位於宜蘭市

## 氣象
昭和17年（1942年）當時
- 台灣總督府氣象台
- 基隆測候所

## 交通

### 總督府鐵道

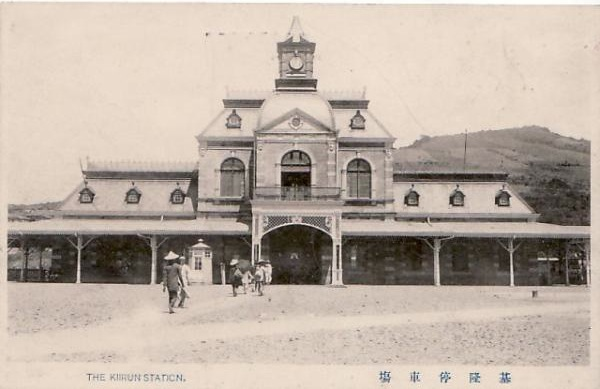
基隆驛

昭和19年（1944年）當時路線包括
- 縱貫線
- 淡水線
- 平溪線
- 宜蘭線

### 私設鐵道

#### 台北鐵道
- 新店線

### 指定道路
昭和14年（1939年）當時包含以下「指定道路」
- 縱貫道路（今省道台1甲線：台北市延平北路(今不屬台1甲線)、民權西路，台北橋，三重重新路，新莊中正路）
- 台北淡水道 （今省道台2乙線/台2線：台北市中山北路(今屬台2甲線)、文林路、文林北路、承德路(以下屬台2乙線、台2線)、中央南北路、大度路、淡水中正東路、中正路）
- 台北內湖道 （今台北市民生東路、林森北路、農安街、五常街、濱江街、撫遠街，內湖港墘路）
- 台北和尚州道 （今縣道103線：三重三和路、蘆洲中山一二路）
- 台北板橋道  （今縣道114號：台北市和平西路三段、西園路，光復橋，板橋中山路）
- 兒玉町枋寮道 （今縣道111號：台北市重慶南路三段，中正橋，永和永和路、中和中和路）
- 台北八里庄道 （今縣道103線/省道台15線：蘆洲三民路，五股成泰路，八里龍米路、中山路）
- 台北三張犂道 （今台北市信義路一至四段）
- 台北深坑道 （今縣道106號：深坑北深路、木柵木柵路）
- 台北宜蘭道 （今北宜公路，省道台9線：台北市羅斯福路、新店北新路、北宜路、石碇北宜路）
- 水道町松山道 （今台北市舟山路、基隆路一至三段）
- 景尾龜山道 （今省道台9甲線：新店北新路、北宜路、新烏路）
- 板橋景尾道 （今縣道106號：板橋民族路，中和中山路、景平路，新店復興路，景美橋）
- 枋寮土城道 （今鄉道北88線：中和連城路，土城金城路、中正路）
- 板橋桃園道 （今縣道114號、縣道116號：板橋大觀路，樹林保安街、中正路）
- 板橋鶯歌道 （今縣道114號：樹林鎮前街、中山路，鶯歌中正一路）
- 新莊板橋道 （今縣道106號：板橋中正路、新莊大觀街）
- 新莊樹林道 （今縣道107號：新莊新樹路，樹林樹新路）
- 新莊和尚州道 （今鄉道北63線：新莊化成路，五股四維路、蘆洲中山二路）
- 新莊淡水道 （今縣道106號：新莊新泰路、泰山泰林路一段，縣道107號：泰山明志路一段，五股成泰路）
- 淡水金山道 （今省道台2線：淡水中山北路、淡金路，北海岸淡金公路）
- 北投草山道 （今台北市行義路）
- 士林金山道 （今省道台2甲線：台北市福林路、仰德大道、格致路、竹子湖路、陽金公路）
- 基隆金山道 （今省道台2線：基隆市基金路，基金公路）
- 基隆社寮島道 （今省道台2線：基隆市中正路）
- 基隆礁溪道 （今縣道102號：基隆→瑞芳→雙溪→福隆，省道台2線東北角海岸公路：福隆→頭城，省道台2己線：頭城→二城/礁溪）
- 宜蘭蘇澳道 （今省道台9線：宜蘭→二結→冬山→蘇澳）
- 羅東利澤簡道 （今省道台7丙線：羅東→五結→利澤簡/冬山河）
- 蘇澳南方澳道 （今省道台2線尾段蘇南公路）
- 蘇澳北方澳道 （今蘇澳海軍基地內道路）
- 羅東三星道 （今省道台7丙線：羅東→三星→天送埤→牛鬥）
- 宜蘭桃園道 （今省道台7線北橫公路：牛鬥→英士→明池→巴陵→復興→大溪。今省道台4線：大溪/八德/桃園介壽路）
- 羅東清水道 （今縣道196號：羅東→下清水）
- 宜蘭東港道 （今省道台7線：宜蘭→壯圍→公館→東港蘭陽溪口）
- 宜蘭三鬮道 （今省道台7線：宜蘭→外員山→三鬮）
- 宜蘭三星道 （今縣道196號：羅東→三星）
- 蘇澳花蓮港道 （今省道台9線，蘇花公路，又稱「臨海道路」。）
- 北投溫泉道 （今台北市北投(溫泉區)光明路、溫泉路、幽雅路）

## 港灣
昭和13年（1938年）當時
- 基隆港
- 淡水港

## 礦場

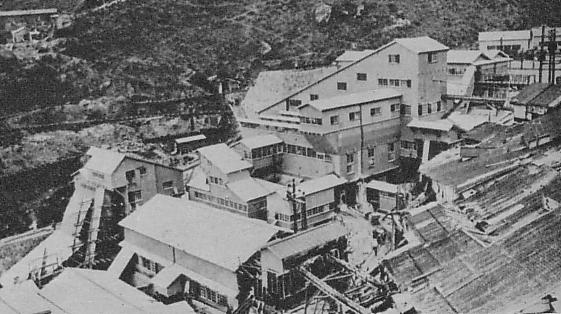
金瓜石鑛山

- 金瓜山礦場（金、銀、銅）
- 瑞芳礦場（金、銀）
- 基隆煤礦
- 瑞芳煤礦
- 八堵煤礦
- 石底煤礦
- 萬里煤礦
- 德興台北煤礦
- 大礦碎礦場（硫磺）
- 福山煤礦
- 板橋煤礦
- 海山煤礦

## 神社

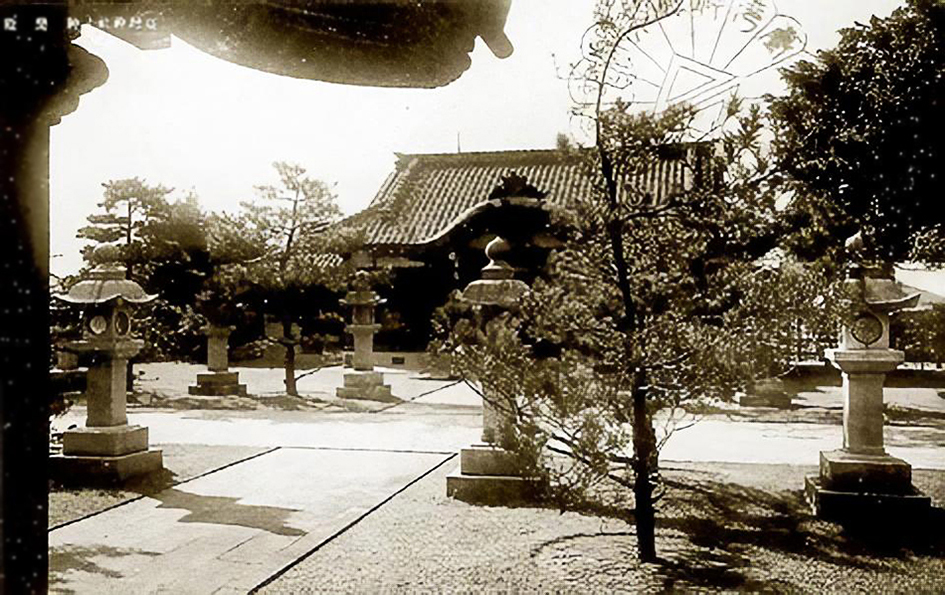
台湾神宮

- 台灣神宮（今 圓山大飯店）
- 宜蘭神社
- 基隆神社（今 基隆忠烈祠）
- 台灣護國神社
- 台北稻荷神社
- 建功神社
- 瑞芳神社
- 新莊神社
- 羅東神社
- 汐止神社
- 海山神社
- 淡水神社
- 文山神社
- 蘇澳神社

## 國立公園
- 大屯國立公園 (大屯国立公園；陽明山國家公園前身)
- 次高太魯閣國立公園 (次高・タロコ国立公園；雪霸國家公園與太魯閣國家公園前身)

## 統計
| 郡市名 | 面積 （km²） | 人口 （人） | 人口 （人） | 人口 （人） | 人口 （人） | 人口 （人） | 人口 （人） | 人口密度 （人/km²） |
| 郡市名 | 面積 （km²） | 本國籍      | 本國籍      | 本國籍      | 外國籍      | 外國籍      | 計          | 人口密度 （人/km²） |
| 郡市名 | 面積 （km²） | 臺灣        | 內地        | 朝鮮        | 中華民國    | 其他外國    | 計          | 人口密度 （人/km²） |
| ------ | ------------ | ----------- | ----------- | ----------- | ----------- | ----------- | ----------- | ------------------- |
| 臺北市 | 66.9872      | 256,988     | 112,640     | 320         | 13,672      | 30          | 383,650     | 5,727               |
| 基隆市 | 46.7624      | 76,220      | 26,129      | 617         | 4,713       | 4           | 107,683     | 2,303               |
| 宜蘭市 | 28.0738      | 35,807      | 2,697       | 30          | 375         | 0           | 38,909      | 1,386               |
| 七星郡 | 244.1551     | 90,487      | 2,878       | 3           | 519         | 0           | 93,887      | 385                 |
| 淡水郡 | 227.4052     | 54,521      | 1,291       | 5           | 422         | 10          | 56,249      | 247                 |
| 基隆郡 | 586.4220     | 137,300     | 4,574       | 22          | 4,694       | 9           | 146,599     | 250                 |
| 宜蘭郡 | 339.4043     | 72,197      | 557         | 0           | 138         | 0           | 72,892      | 215                 |
| 羅東郡 | 868.2658     | 85,902      | 3,860       | 30          | 442         | 0           | 90,239      | 104                 |
| 蘇澳郡 | 901.7178     | 23,179      | 2,512       | 15          | 98          | 0           | 25,804      | 29                  |
| 文山郡 | 809.2988     | 65,527      | 1,191       | 112         | 245         | 0           | 67,075      | 83                  |
| 海山郡 | 324.0009     | 110,583     | 2,089       | 0           | 369         | 0           | 113,041     | 349                 |
| 新莊郡 | 151.7438     | 69,605      | 888         | 2           | 451         | 0           | 70,946      | 468                 |
| 臺北州 | 4,594.2371   | 1,078,316   | 161,306     | 1,161       | 26,138      | 53          | 1,266,924   | 276                 |